# 国际纯粹与应用生物物理学联合会
国际纯粹与应用生物物理学联合会（英文：International Union for Pure and Applied Biophysics，缩写：IUPAB）是致力于组织生物物理国际合作和各种分支学科相互交流的非政府间国际组织，1961年8月成立于瑞典斯德哥尔摩，现有61个成员国（截至2020年）。IUPAB每三年组织一次国际生物物理大会。
IUPAB和Avanti Polar Lipids合作建立了一个三年一次的奖项，并在IUPAB三年一次的大会上颁发；此外，IUPAB还设立青年研究者奖项，用于授予在生物物理学领域做出杰出贡献的青年研究人员。
IUPAB的主要期刊有《IUPAB News》，《Quarterly Reviews of Biophysics》以及《IUPAB Biophysics Series》。